# Astros II
Astros II — бразильская самоходная реактивная система залпового огня, разработанная фирмой Avibrás. Принята на вооружение бразильской армией в 1983 году. Поставлялась в такие страны как Ангола, Бахрейн, Ирак, Малайзия, Катар, Саудовская Аравия.

## Описание
Пусковая установка смонтирована на базе грузового автомобиля повышенной проходимости, ходовая часть, выполненная по колёсной формуле 6×6.
В кабине размещается боевой расчёт из трёх человек: командир установки, наводчик и механик-водитель. Отличается модульной конструкцией что позволяет использовать реактивные снаряды и ракеты калибром от 127 мм до 300 мм.
Пусковая установка модульного типа позволяет снаряжать за несколько минут пакеты с реактивными снарядами разных калибров.
Также под это шасси разрабатывается крылатая ракета AV-300 MT с дальностью стрельбы 300 км.
| ТТХ реактивных снарядов Astros II                         | SS-30 | SS-40 | SS-60 | SS-80 |
| --------------------------------------------------------- | ----- | ----- | ----- | ----- |
| Калибр, мм                                                | 127   | 180   | 300   | 300   |
| Количество ракет в контейнере, шт                         | 32    | 16    | 4     | 4     |
| Масса, кг                                                 | 68    | 152   | 595   | н/д   |
| Длина, м                                                  | 3,9   | 4,2   | 5,6   | н/д   |
| Дальность, км                                             | 9-30  | 15-35 | 20-60 | 22-90 |
| Количество КОБЭ (кумулятивно-осколочных боевых элементов) | н/д   | 20    | 65    | н/д   |

## На вооружении
- Ангола
- Бахрейн
- Бразилия — 20 Astros-2, по состоянию на 2010 год[4]
- Ирак
- Катар — 4 Astros-2, по состоянию на 2010 год[5]
- Малайзия — 30 Astros-2, по состоянию на 2012 год[6][7]
- Саудовская Аравия — 60 Astros-2, по состоянию на 2010 год[8]